# Bitwa pod Bilećą
Bitwa pod Bilećą – starcie zbrojne, które miało miejsce 27 sierpnia 1388 r. w rejonie miasta Bileća w Hercegowinie. Naprzeciwko siebie stanęły oddziały bośniackie króla Tvrtko I, dowodzone przez Vlatko Vukovicia i Radiča Sankovicia oraz armia osmańska pod wodzą Lala Şahina Paşzy.
Według relacji spisanej przez Mavro Obiniego w Historii Słowian (z roku 1601), siły bośniackie liczyły 7000 ludzi, Turcy dysponowali siłami 18 000 żołnierzy. Bitwa zakończyła się zwycięstwem armii bośniackiej, jednak straty obu stron nie są znane.
Zwycięstwo Bośniaków na krótki czas zakończyło najazdy tureckie na Bośnię. Ponadto wynik bitwy podniósł morale ludów bałkańskich, które rok później stanęły przeciwko Osmanom w bitwie na Kosowym Polu.